# Supposed Former Infatuation Junkie
Supposed Former Infatuation Junkie ist das am 3. November 1998 veröffentlichte vierte Studioalbum von Alanis Morissette. Es war weltweit sehr erfolgreich und erreichte in vielen Ländern Platin-Status, erlangte aber nicht den kommerziellen Erfolg des Vorgängers Jagged Little Pill. Der Titel bedeutet in etwa „Vermuteter ehemaliger Verliebtheits-Junkie“.

## Stil
Auf Supposed Former Infatuation Junkie arbeitete Morissette mit komplexeren Songstrukturen als zuvor, die vom Strophe-Refrain-Schema abwichen.

## Entstehung
Nach der Welttournee zu Jagged Little Pill begab sich Morissette gemeinsam mit ihrer Mutter, Familienmitgliedern und Freunden auf eine Indien-Reise, um neue Kraft zu schöpfen. Hier fand sie auch die Inspiration zum Stück Baba (Hindi: Vater). Auch das Lied Thank U, erfolgreichste Single des Albums, entstand nach dieser Reise. Es enthält daher die Zeile: „Thank you India“.

## Rezeption
Stephen Thomas Erlewine von Allmusic nannte Supposed Former Infatuation Junkie im Vergleich mit dem Vorgänger die „reichere“ Platte, auch wenn sie nicht so „zugänglich“ sei und nicht dazu beitrüge, neue Fans zu gewinnen. Das Album enthalte „neue musikalische Ideen und unterschiedliche klangliche Texturen“. Er vergab vier von fünf Sternen. Die gleiche Wertung wurde im Rolling Stone vergeben. Rob Sheffield nannte Morissette einen „Megastar, der weiß wie man seine Bitterkeit in dynamischen Rock ’n’ Roll übersetzt. Es ist ihre Party, und sie wird Indien danken, wenn sie es möchte.“

## Titelliste
1. Front Row – 4:14
2. Baba – 4:30
3. Thank U – 4:19
4. Are You Still Mad – 4:04
5. Sympathetic Character – 5:13
6. That I Would Be Good – 4:18
7. The Couch – 5:24
8. Can’t Not – 4:36
9. UR – 3:33
10. I Was Hoping – 3:51
11. One – 4:41
12. Would Not Come – 4:06
13. Unsent – 4:10
14. So Pure – 2:51
15. Joining You – 4:24
16. Heart of the House – 3:47
17. Your Congratulations – 3:55

Bonustrack der japanischen und australischen Editionen:
1. Uninvited (Demo) – 3:04

## Gestaltung
Das Cover des Albums bezieht sich auf die acht Tugendregeln des Buddhismus. Es ist dort vor Morissettes lachendem Mund zu lesen:

„We ask you to abide
by the following
moral code upon
the premises.
Please refrain from
killing
stealing
sexual misconduct
taking intoxicants
playing, music, singing
please dress respectfully.“

## Kommerzieller Erfolg

### Chartplatzierungen
| ChartsChartplatzierungen       | Höchstplatzierung | Wochen |
| ------------------------------ | ----------------- | ------ |
| Deutschland (GfK)              | 1 (43 Wo.)        | 43     |
| Österreich (Ö3)                | 3 (34 Wo.)        | 34     |
| Schweiz (IFPI)                 | 1 (32 Wo.)        | 32     |
| Vereinigte Staaten (Billboard) | 1 (28 Wo.)        | 28     |
| Vereinigtes Königreich (OCC)   | 3 (26 Wo.)        | 26     |

| ChartsJahrescharts (1998)    | Platzierung |
| ---------------------------- | ----------- |
| Deutschland (GfK)            | 46          |
| Österreich (Ö3)              | 48          |
| Schweiz (IFPI)               | 32          |
| Vereinigtes Königreich (OCC) | 31          |

| ChartsJahrescharts (1999) | Platzierung |
| ------------------------- | ----------- |
| Deutschland (GfK)         | 15          |
| Österreich (Ö3)           | 22          |
| Schweiz (IFPI)            | 37          |

### Auszeichnungen für Musikverkäufe
| Land/Region                  | Auszeichnungen für Musikverkäufe (Land/Region, Auszeichnung, Verkäufe) | Verkäufe  |
| ---------------------------- | ---------------------------------------------------------------------- | --------- |
| Argentinien (CAPIF)          | Gold                                                                   | 30.000    |
| Australien (ARIA)            | 2× Platin                                                              | 140.000   |
| Belgien (BRMA)               | Gold                                                                   | (25.000)  |
| Brasilien (PMB)              | Gold                                                                   | 100.000   |
| Chile (IFPI)                 | Gold                                                                   | 15.000    |
| Dänemark (IFPI)              | Platin                                                                 | (50.000)  |
| Deutschland (BVMI)           | Platin                                                                 | (500.000) |
| Europa (IFPI)                | 2× Platin                                                              | 2.000.000 |
| Finnland (IFPI)              | Gold                                                                   | (20.846)  |
| Frankreich (SNEP)            | 2× Gold                                                                | (200.000) |
| Hongkong (IFPI/HKRIA)        | Platin                                                                 | (20.000)  |
| Indonesien (ASIRI)           | Gold                                                                   | 25.000    |
| Irland (IRMA)                | 3× Platin                                                              | (45.000)  |
| Italien (FIMI)               | 2× Platin                                                              | (200.000) |
| Japan (RIAJ)                 | Platin                                                                 | 200.000   |
| Kanada (MC)                  | 4× Platin                                                              | 400.000   |
| Malaysia (RIM)               | Gold                                                                   | 25.000    |
| Mexiko (AMPROFON)            | Gold                                                                   | 100.000   |
| Neuseeland (RMNZ)            | 2× Platin                                                              | 30.000    |
| Niederlande (NVPI)           | Platin                                                                 | (100.000) |
| Norwegen (IFPI)              | Platin                                                                 | (50.000)  |
| Österreich (IFPI)            | Platin                                                                 | (50.000)  |
| Philippinen (PARI)           | Gold                                                                   | 20.000    |
| Portugal (AFP)               | Platin                                                                 | (40.000)  |
| Schweden (IFPI)              | Platin                                                                 | (80.000)  |
| Schweiz (IFPI)               | Platin                                                                 | (50.000)  |
| Singapur (RIAS)              | 2× Platin                                                              | 30.000    |
| Spanien (Promusicae)         | Platin                                                                 | (100.000) |
| Taiwan (RIT)                 | Gold                                                                   | 25.000    |
| Thailand (TECA)              | Gold                                                                   | 25.000    |
| Tschechien (IFPI)            | Gold                                                                   | (25.000)  |
| Vereinigte Staaten (RIAA)    | 3× Platin                                                              | 3.000.000 |
| Vereinigtes Königreich (BPI) | Platin                                                                 | (300.000) |
| Insgesamt                    | 14× Gold · 32× Platin ·                                                | 6.185.000 |

Hauptartikel: Alanis Morissette/Auszeichnungen für Musikverkäufe